# Рождественский, Игорь Евгеньевич
Игорь Евгеньевич Рождественский (23 апреля 1923, Демянск, Новгородская губерния — 19 декабря 1993) — начальник Анюйского районного геологоразведочного управления Северо-Восточного геологического управления Главного управления геологии и охраны недр при Совете Министров РСФСР.

## Биография
Родился 23 апреля 1923 года в Демянске в семье служащего. Окончил школу-семилетку. В 1940 году окончил Башкирский геологоразведочный техникум, работал в местном геологическом управлении в должности коллектора и младшего геолога полевых геологических партий.
В августе 1941 года был призван в Красную Армию, с того же времени на фронте. Был ранен, после госпиталя был направлен в военное училище. По окончании обучения в 1944 году продолжал службу в училище. В июле 1946 года был уволен в запас.
Вернулся в Башкирию, продолжал работать в геологическом управлении в должностях прораба-геолога полевых партий.
В апреле 1947 года уехал на Крайний Север, на работу в Дальстрой. Был назначен в Чаунское районное геолого-разведывательное управление на должность начальника полевой геологической партии. В дальнейшем работал начальником геолого-поискового отдела Чаунского райГРУ. Три года был начальником экспедиции на реке Колыма в посёлке Нексикан.
В 1956 году был назначен начальником отдела Северо-Восточного геологического управления. В 1957 году вновь был направлен на Чукотку, работал начальником Чаунского райГРУ.
В 1961 году в связи с образованием Анюйского районного геолого-разведывательного управления И. Е. Рождественский был переведён в посёлок Билибино, ныне город, и возглавил новое управление. С его именем связано открытие многих крупных месторождений золота на Чукотке, на базе которых работали такие прииски как «Анюйский», «Комсомольский», им. XXII съезда партии и другие.
Указом Президиума Верховного Совета СССР от 29 апреля 1963 года за выдающиеся успехи, достигнутые в деле открытия и разведки месторождений полезных ископаемых Рождественскому Игорю Евгеньевичу присвоено звании Героя Социалистического Труда с вручением ордена Ленина и золотой медали «Серп и Молот».
В 1966 году был переведён в объединение «Северовостокзолото» на должность начальника Геологического управления. Работал на этой должности до выхода на пенсию в 1983 году.
В 1985 году награждён орденом Отечественной войны II степени.
Последние годы жил в городе Санкт-Петербург. Скончался 19 декабря 1993 года.
Награждён орденом Ленина, медалями.